# جنبش آیت‌الله شریعتمداری
جنبش آیت‌الله شریعتمداری جنبشی بود که در سال‌های اولیه پیروزی انقلاب اسلامی ایران در سال۱۳۵۷ به رهبری سید محمدکاظم شریعتمداری، بنیانگذار حزب جمهوری خلق مسلمان ایران، در آذربایجان، قم و تهران فعال بود. مخالفت‌های حزب مذکور با حکومت تازه تأسیس پس از انقلاب اسلامی، سرانجام به رویارویی گسترده این دو شد. این رویارویی به ویژه در شهر تبریز مشهود بود که با مرکزیت آذربایجان مرکز اصلی طرفداران این حزب به‌شمار می‌آمد.

## پیشینه
حزب جمهوری خلق مسلمان ایران در جریان رفراندوم (همه‌پرسی) جمهوری اسلامی خواستار رای موافق بدان بود اما در جریان تصویب قانون اساسی با گنجاندن اصل ولایت فقیه در قانون اساسی مخالفت کرد. این مخالفت‌ها سرانجام به رویارویی گسترده این حزب با حکومت تازه تأسیس پس از انقلاب اسلامی انجامید. این رویارویی به ویژه در شهر تبریز مشهود بود که با مرکزیت آذربایجان مرکز اصلی طرفداران این حزب به‌شمار می‌آمد. در اسفند ۱۳۵۸ طرفداران حزب در تبریز موفق به تصرف ساختمان رادیو و تلویزیون تبریز شد؛ که با پیام روح‌الله خمینی به شریعتمداری برای خروج از حزب و اعدام ده تن از هوادارانش توسط دادگاه انقلاب تبریز، این حزب سرکوب و منحل اعلام شد.

### اعتراضات تبریز
در دوران پیش از رای‌گیری قانون اساسی طرفداران این حزب، به طرفداری از سید محمدکاظم شریعتمداری برخی ناآرامی‌ها را در تبریز پدیدآوردند. طرفداران حزب خلق مسلمان با اختلاط دین و سیستم سیاسی مخالف بودند و همچنین خواهان احقاق حقوق اقلیت آذربایجانی بودند. در پی گسترش ناآرامی‌ها نیروهای نظامی مستقر در تبریز از جمله پایگاه دوم نیروی هوایی ایران واقع در شمال غرب تبریز به حمایت از معترضین پرداخت. در نهایت کنترل مراکز حساس شهر از جمله مرکز صدا و سیما تبریز و پایگاه دوم شکاری نیروی هوایی به دست معترضین آمد. معترضان برای نشان دادن قدرت خود پنج فروند جنگده را در ارتفاع پایین بر فراز تبریز به پرواز درآوردند. نیروهای پاسداران انقلاب اسلامی اعزامی از تهران بوسیله هلیکوپتر در دانشگاه تبریز، که در آن زمان هنوز تحت کنترل گروه‌های چپ حامی حکومت تازه تأسیس انقلابی بود، پیاده شدند و درگیری‌ها در تبریز به خشونت کشیده‌شد. سید روح‌الله خمینی، رهبر وقت انقلاب ایران، به دیدار شریعتمداری که در آن زمان در قم زندگی می‌کرد شتافت. در رسانه‌ها چنان وانمود شد که این دیدار برای مصالحه انجام گرفته‌است. با دستگیری‌ها و اعدام ۱۰ نفر و تعطیلی حزب خلق مسلمان این ناآرامی‌ها در۲۰ دی‌ماه ۱۳۵۸ خاتمه یافت.